# Лудвиг фон Хоенлое-Лангенбург
Лудвиг фон Хоенлое-Лангенбург (на немски: Ludwig zu Hohenlohe-Langenburg; * 20 октомври 1696, Лангенбург; † 16 януари 1765, Лангенбург) е граф на Хоенлое-Лангенбург (1715 – 1764) и на 7 януари 1764 г. кайзер Франц I го издига на имперски княз (1764 – 1765).

## Произход
Той е син на граф Албрехт Волфганг фон Хоенлое-Лангенбург (1659 – 1715) и съпругата му графиня София Амалия фон Насау-Саарбрюкен (1666 – 1736), дъщеря на граф Густав Адолф фон Насау-Саарбрюкен и съпругата му Елеанора Клара фон Хоенлое-Нойенщайн.

## Фамилия
Лудвиг се жени на 25 януари 1723 г. в дворец Лоренцен за братовчедката си графиня Елеанора фон Насау-Саарбрюкен (* 1 юли 1707, Саарбрюкен; † 15 октомври 1769, Лангенбург), дъщеря на граф Лудвиг Крафт фон Насау-Саарбрюкен и съпругата му графиня Филипина Хенриета фон Хоенлое-Лангенбург (сестра на баща му). Те имат 13 деца:
- Христиан Албрехт (1726 – 1789), княз на Хоенлое-Лангенбург, женен 1761 г. за принцеса Каролина фон Щолберг-Гедерн (1732 – 1796), дъщеря на княз Фридрих Карл фон Щолберг-Гедерн
- Фридрих Карл (1728 – 1728)
- София Хенриета (1729 – 1735)
- Авугуста Каролина (1731 – 1736)
- Луиза Шарлота (1732 – 1777), омъжена 1760 г. за княз Христиан Фридрих Карл фон Хоенлое-Кирхберг (1729 – 1819)
- Елеонора Юлиана (1734 – 1813), омъжена 1766 г. за наследствен принц Албрехт фон Хоенлое-Ингелфинген (1743 – 1778), син на княз Филип Хайнрих фон Хоенлое-Ингелфинген
- Вилхелм Фридрих (1736 – 1805)
- Филип Карл (1738 – 1753)
- Фридрих Август (1740 – 1810)
- Лудвиг Готфрид (1742 – 1765)
- Христиана Хенриета Фридерика (1744 – 1744)
- Каролина Христиана (1746 – 1750)
- Фридрих Ернст (1750 – 1794), женен 1773 г. за Магдалена Адриана ван Харен (1764 – 1822)